# 1697 Koskenniemi
1697 Koskenniemi eller 1940 RM är en asteroid i huvudbältet som upptäcktes 8 september 1940 av den finske astronomen Heikki A. Alikoski vid Storheikkilä observatorium. Den har fått sitt namn efter den finske poeten Veikko Antero Koskenniemi.
Asteroiden har en diameter på ungefär 11 kilometer.